# Bilder im Kopf

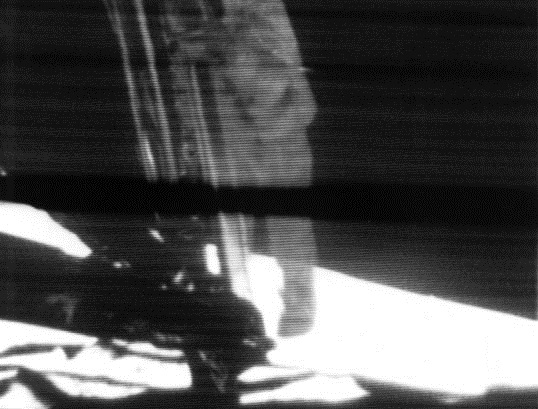
Undeutlich, aber bekannt: Neil Armstrong betritt den Mond

Bilder im Kopf ist ein Kunstprojekt zum Thema Fotografie.

## Beschreibung
Im Jahr 1985 organisierte die Zeitschrift Stern eine Ausstellung, die die Macht des gedruckten Bildes unter Beweis stellen sollte, zeigte aber keine Bilder, sondern nur deren Beschreibungen.
Der so genannte deutsche Werbepapst Michael Schirner, Organisator der Ausstellung, erklärte dazu:

„Hier im Geflimmere, Gewimmel und Gewusel der sogenannten Neuen Medien wollte der Stern ein Zeichen setzen und die Kraft, die Magie und die Überlegenheit des gedruckten Mediums exemplarisch und für jedermann unübersehbar demonstrieren.“

Bei diesem Projekt werden einige der einflussreichsten Bilder der Fotografie-Geschichte zitiert, ohne dass sie selbst gezeigt werden. Diese so genannten „Jahrhundertbilder“ sind so wirkmächtig, dass es genügt, sie kurz zu beschreiben, damit sie in der Erinnerung deutlich erscheinen, da sie im kollektiven Gedächtnis omnipräsent sind.
Das Deutsche Pressemuseum Hamburg zeigte 2005 zu diesem Zweck eine Fotoausstellung ohne Bilder. Die Ausstellung „Bilder im Kopf“ sollte zeigen, wie Fotos in das kollektive Gedächtnis übergehen. Deshalb beschränkt sich die Ausstellung auf Bildbeschreibungen wie „Michael Jackson hält sein Baby aus dem Fenster des Hotel Adlon“. Den Betrachtern bleibt es dann überlassen, sich das Bild vorzustellen.
Der Rundfunksender WDR5 ging einen anderen Weg, indem er zehn dieser Bilder von Prominenten beschreiben ließ. Der zugehörige Ausstellungskatalog enthält daher auch kein einziges Bild, wird aber um eine aus einer Radiosendung hervorgegangene CD mit 10 Textbeiträgen Prominenter über 10 ikonische Bilder ergänzt, die zum Verständnis des Prinzips hier mit ihrem offiziellen Titel referenziert werden (der Großteil wird in der unteren Tabelle unter gleicher Nummer inhaltlich beschrieben):
| Nr. | Bildtitel, Datum                                 | Fotograf           | besprochen von     |
| --- | ------------------------------------------------ | ------------------ | ------------------ |
| 1   | Death of a Loyalist Soldier, 5.9.1936            | Robert Capa        | Peer Steinbrück    |
| 2   | Migrant Mother, 9.3.1936                         | Dorothea Lange     | Klaus Honnef       |
| 3   | V-J-Day (Victory over Japan), 14.8.1945          | Alfred Eisenstaedt | Roger Willemsen    |
| 4   | Marilyn Monroe auf einem Lüftungsschacht, 1954   | Sam Shaw           | Herlinde Koelbl    |
| 5   | James Dean am Times Square                       | Dennis Stock       | Nina Hoger         |
| 6   | Flucht aus Ost-Berlin, 15.8.1961                 | Peter Leibing      | Fritz Pleitgen     |
| 7   | Kniefall in Warschau, 12.12.1970                 | Engelbert Reineke  | Renate Künast      |
| 8   | Das Mädchen aus Vietnam, 1972                    | Nick Út            | Wolfgang Niedecken |
| 9   | Gefangener Hanns-Martin Schleyer, September 1977 | RAF                | Tom Jacobi         |
| 10  | 11. September 2001                               | unbekannt          | Tom Buhrow         |

Der Jenaer Geschichtsprofessor Lutz Niethammer erklärt die Wirkung der Bilder im Kopf folgendermaßen:

„Im Langzeitgedächtnis des Menschen werden vor allem jene Dinge in bildhafter oder szenischer Gestalt bewahrt, die begrifflich in der Erfahrung nicht vorbereitet waren und eine starke emotionale Resonanz auslösten, also entweder sehr erfreulich oder außerordentlich schockierend, jedenfalls völlig unerwartet waren.“

Viele dieser Ikonen sind heute nicht mehr zu sehen, da die Rechteinhaber die Reproduktion verweigern, denn große Bildagenturen beanspruchen für Millionen von Bildern einen urheberrechtlichen Schutz, oder schotten sie von der Öffentlichkeit ab. So hat Bill Gates das Einscannen der Bilder seiner Agentur, zu denen das bekannteste Bild von Albert Einstein zählt, untersagt.

## Weitere Beispielbilder
| ref.Nr. | Motiv                                                                                     | Informationen                    |
| ------- | ----------------------------------------------------------------------------------------- | -------------------------------- |
| 1       | Soldat fällt im Spanischen Bürgerkrieg mit Gewehr in der Hand                             | Fotograf: Robert Capa Bild       |
| 4       | Marilyn Monroe mit hochgewehtem Rock auf einem Lüftungsschacht                            | Fotograf: Sam Shaw Bild          |
| 6       | DDR-Soldat flüchtet beim Bau der Berliner Mauer im Sprung über den Stacheldraht           | Fotograf: Peter Leibing Bild     |
| 7       | Willy Brandts Kniefall am Warschauer Ghetto                                               | Fotograf: Engelbert Reineke Bild |
| 8       | Das nackte vietnamesische Mädchen Kim Phuc flieht vor einem Napalm-Angriff                | Fotograf: Nick Út Bild           |
| 9       | Hanns-Martin Schleyer als Gefangener der Rote Armee Fraktion                              | Fotograf: RAF Bild               |
| 10      | Das zweite Passagierflugzeug schlägt am 11. September 2001 in das World Trade Center ein. | Bild                             |
|         | John F. Kennedy wird im offenen Auto 1963 in Dallas von Gewehrkugeln getroffen            | Bild                             |
|         | Neil Armstrong betritt 1969 als erster Mensch den Mond                                    | Fotograf: Edwin Aldrin Bild      |
|         | Geiselnahme von München: Maskierter Terrorist auf einem Balkon des Olympiadorfes 1972     | Bild                             |
|         | Boris Becker gewinnt am 7. Juli 1985 das Tennisturnier in Wimbledon.                      | Bild                             |

### Speziell zur Ausstellung
- NRW-Forum (Hrsg.): Bilder im Kopf: eine Ausstellung von NRW-Forum und WDR 5. Düsseldorf 2007, mit Audio-CD.

### Allgemein zu weltbekannten Bildern
- Guido Knopp: Bilder, die Geschichte machten. C. Bertelsmann Verlag, München 1992, ISBN 3-570-00257-8.
- Guido Knopp: Die großen Fotos des Jahrhunderts. C. Bertelsmann Verlag, München 1994, ISBN 3-570-12062-7.
- Marie-Monique Robin: Die Fotos des Jahrhunderts. Das Buch zur arte-Serie. Taschen, Köln 1999, ISBN 3-8228-6951-1.
- Peter Stepan: Fotos, die die Welt bewegten. Prestel Verlag, München 2000, ISBN 3-7913-2424-1.
- Hans-Michael Koetzle: Photo Icons. Die Geschichte hinter den Bildern. Taschen Verlag, Köln 2002.
Band 1: 1827–1926, ISBN 3-8228-1826-7.  (u. a.: Das allererste Photo von Niepce, Bismarck auf dem Totenbett)
Band 2: 1928–1991,  ISBN 3-8228-1829-1.  (u. a.: Marilyn’s letzter Fototermin, Che Guevara mit Zigarre, Brandt und Breschnew)